# 水戸市公設地方卸売市場
水戸市公設地方卸売市場（みとしこうせつちほうおろしうりしじょう）は、茨城県水戸市にある公設市場。水戸市公設地方卸売市場条例（平成元年3月28日水戸市条例第12号。以下条例という。）に基づき設置された。青果・野菜・水産物・花きなどを扱っている。

## 概要
- 目的　市場の業務、施設の管理等について必要な事項を定め、その適正かつ健全な運営を確保することにより、生鮮食料品等の取引の適正化及び流通の円滑化を図り、もって市民の生活の安定に資することを目的とする。（条例第1条）
- 取扱品目（条例第4条）
  - 青果部　野菜、果実及びこれらの加工品
  - 水産物部　生鮮水産物及びその加工品
  - 花き部　花き及びその加工品
- 休場日（条例第5条）
  - 日曜日(1月5日及び12月25日から12月30日までの日曜日を除く。)
  - 国民の祝日に関する法律(昭和23年法律第178号)第3条に規定する休日
  - 12月31日から翌年の1月4日までの日(前号に掲げる日を除く。)
  - 上記の他市長が休場することと決定した日
- 開場時間　午前5時～午後3時（条例第6条）
- 所在地　水戸市青柳町4566番地（条例第3条）

## 事故
2019年1月25日夕方から停電が発生し、応急措置による復旧までに約28時間を要した。市場内の冷凍設備や照明、通信機器が使用できず、利用する卸売業者の受注や鮮度維持などに影響が及んだ。7年前に埋設した高圧電線の異常が原因とみられる。今後、本格的な復旧工事を実施する。